# Rostec
Rostec (Tiếng Nga: Ростех - Rostekh), tiền thân là Rostekhnologii (Tiếng Nga là: Ростехнологии) là một tập đoàn nhà nước của Nga được thành lập cuối năm 2007 để quảng bá sự phát triển, sản xuất và xuất khẩu các sản phẩm công nghiệp kỹ thuật cao cho các ngành dân sự và quốc phòng. Tập đoàn có tất cả 700 chủ thể với 14 công ty mẹ: mười một công ty mẹ vận hành trong các tổ hợp công nghiệp quốc phòng và ba công ty được huy động vào trong lĩnh vực dân sự. Các tổ chức của Rostec’s được đặt tại 60 vùng địa phận lãnh thổ của Liên Bang Nga và cung cấp hàng hóa cho trên 70 quốc gia trên toàn thế giới.
Rostec được thành lập vào năm 2007 như là một “tập đoàn nhà nước”, là một loại thực thể pháp lý rất đặc biệt tại Nga. Tập đoàn nhà nước được thành lập bằng vốn đóng góp của Liên Bang Nga. Tổ chức do Sergey Chemezov đứng đầu. Các trụ sở chính của nó được đặt tại Matxcơva.
Tên tiếng Nga đầy đủ của tập đoàn là Государственная корпорация по содействию разработке, производству и экспорту высокотехнологичной промышленной продукции «Ростех». Tên tiếng Nga ngắn gọn của tập đoàn là Госкорпорация Ростех. Tên tiếng Anh đầy đủ của tập đoàn là State Corporation for Assistance to Development, Production and Export of Advanced Technology Industrial Product «Rostec». Tên tiếng Anh viết tắt là Rostec Corporation. Rostec được biết đến Rostekhnologii trước tháng 12 năm 2012.

## Nội dung
Vào ngày 23 tháng Mười một năm 2007, Tổng thống Vladimir Putin phê duyệt đạo luật liên bang để thành lập Rostekhnologii như một tập đoàn nhà nước, đạo luật này được thông qua bởi Duma của Nga vào ngày 9 tháng Mười một. Nhà nước đóng góp 443 thực thể vào vốn của tập đoàn. Tổng thiệt hại của chúng là 630 triệu RUB; hơn 30% số doanh nghiệp đã đứng trong tình trạng tiền khủng hoảng và khủng hoảng, 28 thực thể trong quá trình phá sản, 17 thực thể không có hoạt động kinh doanh, và 27 thực thể đã mất tài sản của mình hoặc phải đối mặt với rủi ro mất mát tài sản.
Các nhà điều hành của một số công ty trong Rostec đã có mâu thuẫn với nhau. Tại thời điểm đó Rosoboronprom, một công ty cuối cùng cũng đã tiến hành sáp nhập với Rostechnologii, đòi kiểm soát lợi ích tại VSMPO-AVISMA vào năm 2006, sự mẫu thuẫn giữa diễn ra giữa các cổ đông đẩy nó lên thành khủng hoảng. Vào tháng 10 năm 2005, Vụ Tài chính Thị trường Liên bang (FFMS) đã đình chỉ các giao dịch cổ phiếu phổ thông trên sàn RTS Exchange và MICEX.

## Các nhóm
Các công ty mẹ gồm 3 nhóm: Máy bay, Điện tử, Vũ khí.
Máy bay:
- Trực thăng Nga
- Công ty Động cơ Liên doanh
- KRET (Doanh nghiệp"công nghệ vô tuyến điện")
- Technodinamica (Công ty Thiết bị Hàng không mẹ trước năm 2015)

Điện tử:
- Ruselectronics
- Shvabe (Hệ thống và Công nghệ Quang học cho đến ngày 26 tháng 10 năm 2012)[13]
- Công ty liên doanh Chế tạo thiết bị
- Doanh nghiệp “Avtomatika”

Vũ khí:
- Xí nghiệp “Tecmash”
- Vysokotochnye Kompleksy (Hệ thống độ chính xác cao)
- RT-Chemcomposite
- Xí nghiệp “Kalashnikov”
- NPO SPLAV
- TSNIITOCHMASH

Các công ty khác:
- Rosoboronexport
- VSMPO-AVISMA
- Phát triển kinh doanh-RT
- Công ty miễn dịch sinh học quốc gia
- KAMAZ
- AVTOVAZ

### Máy bay

#### Máy bay trực thăng Nga
Rostec tạo ra những máy bay trực thăng Nga đứng vị trí đầu trên thế giới về doanh số bán hàng của máy bay trực thăng chiến đấu để Sikorsky, Bell và Eurocopter ở lại phía sau.
- Hơn 8,500 chiếc trực thăng của Nga được sử dụng trên hơn 100 quốc gia trên toàn thế giới
- Trực thăng Nga chiếm 85% thị phần thị trường quốc gia và 14% thị trường quốc tế
- Danh mục đơn đặt hàng máy bay trực thăng của hãng đạt tổng cộng 396,1 tỷ rub (808 trực thăng).

Trong năm 2011 Hãng máy bay trực thăng của Nga và công ty Agustawestland của Ý đã đồng ý thành lập công ty liên doanh trực thăng để bắt đầu sản xuất tại Nga máy bay trực thăng đa năng động cơ kép AW139. Nhà máy sản xuất nằm ở Tomilino, vùng Matxcơva.
Năm 2017 Quỹ Đầu tư Trực tiếp Nga (RDIF) đã thành lập một tổ hợp bao gồm các quỹ hàng đầu của Trung Đông và hoàn tất thỏa thuận mua lại cổ phần thiểu số trong Máy bay Trực thăng Nga (thuộc Tập đoàn Rostec). Việc định giá máy bay trực thăng của Nga ước tính đạt 2,35 tỷ USD.
Giao dịch bao gồm hai giai đoạn. Giai đoạn đầu tiên liên quan đến việc bán 12% cổ phần và đầu tư 300 triệu đô la, cũng như đồng ý tiếp đó về việc tăng mức đầu tư tiềm năng tăng lên tới 600 triệu đô la. Hợp đồng sẽ tăng vốn điều lệ của công ty mẹ. Điều này sẽ tích lũy một khoản tiền đáng kể trong các quỹ trong nội bộ Công ty. Các quỹ này cần thiết để thực hiện chiến lược và kế hoạch kinh doanh của Công ty, bao gồm việc phát triển các loại trực thăng mới. Ngoài ra, các quỹ này sẽ giúp thực hiện chương trình đầu tư của công ty mẹ, cũng như tài chính cho các hoạt động sáp nhập và mua lại có thể nhằm tăng giá trị của cổ phiếu và các chương trìnhvốn tài chính nắm giữ.

#### Tập đoàn Động Cơ liên doanh (UEC)
Tập đoàn Công ty chịu trách nhiệm sản xuất động cơ cho hàng không quân sự và dân dụng, và cho các chương trình thăm dò vũ trụ. Tập đoàn sản xuất tuabin điện cho máy phát điện và nhiệt, các tổ hợp khí nén và các tổ hợp tua-bin khí hàng hải.
UEC đã tạo ra một phiên bản mới của động cơ hàng không PD-14 cho máy bay MS-21 thế hệ tiếp theo cũng như động cơ quân sự thế hệ tiếp theo cho máy bay chiến đấu thế hệ 5, máy bay trực thăng vv. Công ty cũng đã thiết kế và giới thiệu đến thị trường các tổ hợp tuabin khí mới có công suất 60-110 mw.

#### KRET (Doanh nghiệp "công nghệ vô tuyến điện")
KRET phát triển và sản xuất radio -điện tử quân sự, thiết bị nhận dạng quốc gia, thiết bị hàng không, thiết bị điện tử vô tuyến điện, thiết bị đo đa năng, đầu nối có thể tháo rời và nhiều sản phẩm dân dụng. Tập đoàn đã phát triển một trong hai hệ thống xác định vị trí radio viên quốc gia hiện có. Tham vọng của công ty là tham gia vào thị trường toàn cầu của các thiết bị kết nối có thể tháo dỡ cho các công ty lớn nhất thế giới.

#### Technodinamica (Công ty Thiết bị Hàng không mẹ trước năm 2015)
Nhà phát triển và nhà sản xuất thiết bị máy bay hàng đầu của Nga, bao gồm khung gầm, hệ thống nhiên liệu, hệ thống điều khiển chuyến bay và các tổ hợp điện phụ trợ.
Chuyên ngành phát triển và sản xuất:
- Hệ thống điều khiển động cơ và các tổ hợp
- các hệ thống hỗ trợ mạng sống, cứu hộ và các hệ thống khẩn cấp
- Hệ thống điều khiển và các tổ hợp thực hiện
- Hệ thống thủy lực và hệ thống nhiên liệu
- Hệ thống cấp điện và thiết bị chuyển mạch
- các đơn vị năng lượng phụ trợ
- thiết bị chạy băng đường

### Thiết bị điện tử

#### Ruselectronics
Ruselectronics đã củng cố các công ty công nghiệp điện tử chuyên phát triển và sản xuất linh kiện điện tử, thiết bị điện tử, thiết bị vi sóng và thiết bị bán dẫn.

#### Công ty mẹ Shvabe
Shvabe chịu trách nhiệm phát triển và sản xuất các hệ thống điện tử quang học công nghệ cao cho mục đích quân sự và dân dụng, sản xuất thiết bị quang học, y tế và tiết kiệm năng lượng.

#### Công ty Liên Doanh Sản xuất Thiết bị
Thiết lập việc sản xuất các sản phẩm có tính cạnh tranh trong lĩnh vực các công cụ và hệ thống truyền thông, hệ thống điều khiển tự động, an ninh điện tử và các hệ thống robot đáp ứng các yêu cầu hiện đại cũng như các sản phẩm cạnh tranh có mục đích dân dụng và mục đích kép có tiềm năng xuất khẩu cao

#### Doanh nghiệp “Avtomatika”
"Doanh nghiệp " Avtomatika "là doanh nghiệp lớn nhất của Liên bang Nga quan tâm đến các vấn đề về an ninh thông tin, với sự phát triển và sản xuất các thiết bị và hệ thống truyền thông bí mật, thông tin và hệ thống thông tin liên lạc cũng như các hệ thống điều khiển tự động đặc biệt được bảo vệ.

### Vũ khí

#### Doanh nghiệp "Tecmash"
Doanh nghiệp "Techmash" chuyên phát triển và sản xuất đạn dược phục vụ cho khả năng chiến đấu của lực lượng tấn công chính của Lực lượng Vũ trang.
Cơ cấu của Công ty cổ phần mẹ " CTCP" Techmash "hiện nay bao gồm 48 tổ chức của ngành công nghiệp đạn dược và hóa chất đặc biệt, 47 công ty thuộc khu liên hiệp công nghiệp quân sự và nằm trong sổ đăng ký hợp nhất của các tổ chức liên hiệp công nghiệp quân sự Liên bang Nga. Nhiều doanh nghiệp và các viện nghiên cứu thuộc công ty mẹ, có lịch sử kéo dài vài thập niên. Tổ chức của công ty mẹ nằm ở 15 khu vực Liên bang Nga. 

#### Vysokotochnye Kompleksy (Hệ thống độ chính xác cao)
Vysokotochnye Kompleksy là một phần của khu liên hiệp công nghiệp quốc phòng tập trung vào các hệ thống và vũ khí có độ chính xác cao cho khu vực chiến thuật chiến đấu. Nó thực hiện chu kỳ sản xuất đầy đủ các vũ khí và trang thiết bị phòng thủ, từ việc tạo ra ý tưởng cho tới việc phân phối sản phẩm.

#### RT-Chemcomposite
Tập đoàn Công ty chuyên nghiên cứu sáng tạo và phát triển trong lĩnh vực vật liệu polymer tổng hợp và các sản phẩm tích hợp cho thăm dò không gian, hàng không, vũ khí và trang thiết bị quân sự, vận tải mặt đất và nước, các công trình điện và các ngành công nghiệp khác.

#### Doanh nghiệp Kalashnikov
Vào ngày 13 tháng 8 năm 2013, Nhà máy Cơ khí Izhmash và Izhevsk đã được sáp nhập và chính thức đổi tên là Doanh nghiệp Kalashnikov. Doanh nghiệp Kalashnikov nắm 51% cổ phần của Rostec và 49% còn lại nắm giữ bởi các nhà đầu tư tư nhân. Doanh nghiệp Kalashnikov cũng là nhà sản xuất vũ khí hạt nhân và vũ khí chiến đấu lớn nhất và quan trọng nhất của Nga, các khẩu đội dẫn đường và một loạt các sản phẩm dân dụng, bao gồm súng ngắn, súng trường thể thao, máy móc và dụng cụ. 
Năm 2017, việc bán cổ phần của Tập đoàn Kalashnikov cho Andrey Bokarev và Alexey Krivoruchko được đưa ra xem xét bởi Ban Chỉ Đạo với sự chấp thuận của Hội đồng Quản trị của Tổng công ty Rostec.
Cần lưu ý rằng số lượng chứng khoán được bán là 26% trừ một cổ phần.
"Trong trường hợp quá trình được thông qua, cổ phần của các nhà đầu tư tư nhân trong phần vốn của Tập đoàn Kalashnikov sẽ tăng lên 75% trừ một cổ phần. Tổng giám đốc của Tổng công ty Rostec Sergey Chemezov cho biết Tổng công ty Nhà nước sẽ giữ một cổ phần ngăn chặn là 25% cộng thêm một cổ phần.
Theo các đại diện của Tập đoàn Nhà nước, chiến lược phát triển của Rostec tới năm 2025 cho thấy rằng các nhà đầu tư tư nhân sẽ bị thu hút bởi các tài sản khác nhau. Tập đoàn Nhà nước hiện sở hữu 51% cổ phần của Kalashnikov. Bokarev và CEO của Tập đoàn Kalashnikov Krivoruchko giữ lại 49% cổ phần được mua vào năm 2014 với giá 1,3 tỷ rúp. 
Kalashnikov là nhà sản xuất vũ khí chiến đấu lớn nhất của Nga, tên lửa dẫn đường và một loạt các sản phẩm cho thị trường dân dụng: súng ngắn, súng trường thể thao, máy công cụ và dụng cụ. Nó chiếm 90% sản lượng súng tự động ở Nga và 95% súng bắn tỉa.

#### NPO SPLAV
NPO SPLAVSplav Holding là một trong những công ty hàng đầu thế giới phát triển và sản xuất nhiều hệ thống tên lửa phóng (MLRS) và là một trong những công ty trọng điểm cung cấp vũ khí Nga cho thị trường toàn cầu trong phân khúc đang được xem xét. Đây là tổ chức duy nhất ở Nga thiết kế và phát triển nhiều hệ thống tên lửa phóng (MLRS) và các hộp mực. 

#### TSNIITOCHMASH
TSNIITOCHMASH - một nhà thiết kế lớn và nhà sản xuất vũ khí cho quân đội Nga và quân nội vụ thuộc Bộ Nội vụ Nga.
TSNIITOCHMASH xác định việc thiết kế và phát triển các vũ khí bắn tỉa và bắn tập, thiết bị chiến trườnd riêng biệt, tiến hành nghiên cứu và phát triển hệ thống quản lý vũ khí dẫn đường chính xác (cũng như các hệ thống bảo vệ chống lại chúng), các hệ thống pháo binh dã và vật liệu mới.

### Các công ty khác

#### Rosoboronexport
Rosoboronexport là nhà trung gian duy nhất của nhà nước về xuất khẩu và nhập khẩu đầy đủ các dòng sản phẩm, công nghệ và dịch vụ với mục đích quân sự và mục đích kép.
Đối với Rosoboronexport xuất khẩu hàng quân sự của Nga là 85%.
- Danh mục các đơn đặt hàng của công ty là 45 tỷ USD.
- Xuất khẩu hàng quân sự sang hơn 70 quốc gia.

Xuất khẩu vũ khí của Rosoboronexport lên đến 13,8 tỷ đô la (2015).

#### VSMPO-AVISMA
Sản xuất 30% lượng titanium trên toàn thế giới. Cùng với Boeing công ty đã phát triển công nghệ titanium mới giúp cho việc giảm trọng lượng của máy bay và tiết kiệm nguyên liệu hợp lý. Hiện nay VSMPO-AVISMA xuất khẩu 70% lượng sản phẩm của mình.
Tập đoàn đáp ứng được 40% nhu cầu titanium của Boeing, 60% của Airbus’s và 100% của Embraer’s. Lơi nhuận thuần của VSMPO-AVISMA tăng hơn 80 lần từ 173 triệu rub vào năm 2009 lên 14 tỷ rub (350 triệu USD) vào năm 2015.

#### Phát triển kinh doanh-RT
Công ty trách nhiệm hữu hạn Phát triển kinh doanh RT thực hiện nhiệm vụ áp dụng các chiến lược của Rostec nhằm nhiệm vụ tăng vốn cho các dự án trong các lĩnh vực kinh doanh công nghệ cao, nguyên liệu thô và cơ sở hạ tầng liên quan.

#### Công ty miễn dịch sinh học quốc gia
Giữ các dược phẩm để nghiên cứu và phát triển các phương pháp miễn dịch sinh học.

#### KAMAZ
KAMAZ là nhà sản xuất xe tải và động cơ diesel hàng đầu của Nga.
- 52% thị phần xe tải của Nga
- đứng thứ 14 trong số các nhà sản xuất xe tải quốc tế
- đứng thứ 8 trong số các nhà sản xuất động cơ diesel quốc tế
- thiết lập quan hệ hợp tác chiến lược với Daimler Group

Đội KAMAZ MASTER đã chiến thắng cuộc đua sức bền danh giá tất cả là 13 lần.

#### AVTOVAZ
Liên minh Renault-Nissan-AVTOVAZ là nhà sản xuất xe lớn thứ 4 thế giới.
Các thương hiệu của Liên Minh chiếm 30% thị phần xe của Nga.
Tới năm 2020 nhà máy sản xuất Togliatti sẽ sản xuất hơn 1 triệu chiếc xe mỗi năm làm cho nó trở thành nhà máy sản xuất xe lớn nhất châu Âu.Liên minh sẽ đầu tư trên 742 triệu USD cho việc hiện đại hóa sản xuất và đã đang phát triển các công nghệ tiên tiến. Một dây chuyền sản xuất tiên tiến với khả năng sản xuất tới 350.000 chiếc xe mỗi năm đã được tung ra. Các dây chuyền sản xuất mới cho 5 mẫu xe của 3 thương hiệu khác nhau-Lada, Renault và Nissan. Vào năm 2015 công ty tung ra hai mẫu thương hiệu mới - Lada XRay và Lada Vesta.

## Kinh doanh
Cuối năm 2016, Rostec bao gồm khoảng 700 tổ chức. Các lĩnh vực kinh doanh chính bao gồm các lĩnh vực sau:
- sản xuất máy bay trực thăng
- thiết bị hàng không, máy điện tử hàng không và hàng không
- vũ khí, trang thiết bị quân sự và đặc biệt (đạn dược, vũ khí có độ chính xác cao, Chiến trường và phức hợp tên lửa chiến thuật, phức hợp vũ khí đặc biệt, Thiết bị chiến đấu vô tuyến điện, hệ thống nhận diện nhà nước)
- Thiết bị vô tuyến điện tử và linh kiện điện tử
- thiết bị quang học và quang học
- CNTT và viễn thông
- Thiết bị y tế
- vật liệu composite
- công nghệ sinh học
- xây dựng cơ khí và ô tô [20]

Theo Luật Liên bang về Tập đoàn nhà nước Rostechnologii, mục tiêu chính của Tập đoàn là "thúc đẩy sự phát triển, sản xuất và xuất khẩu các sản phẩm công nghiệp kỹ thuật cao bằng cách hỗ trợ các tổ chức của Nga trên thị trường trong và ngoài nước, trong đó bao gồm việc hỗ trợ các nhà phát triển và nhà sản xuất các sản phẩm công nghệ cao và bất kỳ tổ chức nào mà Rostechnologii có thể ảnh hưởng đến quá trình ra quyết định nhờ quyền kiểm soát vốn chủ sở hữu hoặc theo bất kỳ thỏa thuận nào đã ký kết với họ cũng như tăng đầu tư vào các tổ chức hoạt động trong các lĩnh vực công nghiệp khác nhau, bao gồm khu liên hợp công nghiệp quốc phòng ".

### Mục tiêu chiến lược
Mục tiêu chính của Rostec là tạo điều kiện phát triển, sản xuất và xuất khẩu các sản phẩm công nghiệp kỹ thuật cao bằng cách hỗ trợ các công ty Nga trên thị trường trong nước và nước ngoài, cũng như thu hút đầu tư vào các ngành công nghiệp khác nhau, trong đó có khu liên hợp quân sự.
- đạt vị trí hàng đầu trong các thị trường sản phẩm kỹ thuật cao;
- tăng giá trị kinh doanh và vốn hóa của tổ chức;
- sản xuất thiết bị quân sự chất lượng cao so với các thiết bị ngoại quốc;
- duy trì và thúc đẩy vị trí của Nga trên thị trường vũ khí và trang thiết bị quân sự quốc tế.

### Sứ mệnh
- tạo thuận lợi cho việc thực hiện chính sách nhà nước về phát triển sáng tạo của nền kinh tế Nga;
- phát triển các tiêu chuẩn công nghiệp công nghệ cao và tạo ra các sản phẩm công nghệ cao.

### Ban lãnh đạo
- Denis Manturov, Bộ trưởng Bộ Công thương Liên bang Nga, Chủ tịch Ban kiểm soát;
- Sergey Chemezov, Tổng giám đốc Rostec[22];
- Yury Borisov, Phó Bộ trưởng Quốc phòng Liên bang Nga;
- Larisa Brycheva, Trợ lý Tổng thống Nga; Trưởng phòng Pháp chế Nhà nước tại Văn phòng Điều hành Tổng thống;
- Igor Levitin, Trợ lý Tổng thống Liên bang Nga;
- Anton Siluanov, Bộ trưởng Tài chính Liên bang Nga;
- Vladimir Ostrovenko, Phó Chánh Văn phòng Tổng thống;
- Yury Ushakov, Phụ tá cho Tổng thống Liên bang Nga;
- Alexander Fomin, Phó Bộ trưởng Quốc phòng Liên bang Nga

### Chiến lược phát triển đến năm 2025
Vào tháng 12 năm 2015, Ban lãnh đạo của Rostec đã thông qua chiến lược phát triển của mình tới năm 2025. Mục tiêu chính của chiến lược này là thay đổi mô hình kinh tế Nga bằng cách đa dạng hóa nền kinh tế và tăng tỷ trọng các sản phẩm dân dụng công nghệ cao và xuất khẩu phi dầu khí.Đến năm 2025, doanh thu của Rostec sẽ thay đổi đáng kể. 
Tỷ lệ doanh thu vũ khí sẽ giảm từ 20% năm 2014 xuống còn 13% vào năm 2025, với tỷ lệ linh kiện máy bay và phần mềm giảm tương tự từ 19% xuống 12%. Tuy nhiên, Rostec không có kế hoạch giảm năng lực sản xuất để cung cấp vũ khí, linh kiện máy bay và phần mềm. Thay vào đó, việc cắt giảm sẽ xảy ra do sự tăng trưởng theo tỷ lệ của các lĩnh vực khác, chủ yếu là về điện tử. Tỷ trọng của thiết bị viễn thông trong doanh thu của Rostec sẽ tăng từ 4% lên 12% vào năm 2025
"Thực hiện chiến lược phát triển của Rostec sẽ thay đổi cấu trúc của nền kinh tế Nga", ông Sergey Chemezov, CEO Rostec cho biết. "Theo kế hoạch của chúng tôi, vào năm 2035, chúng ta sẽ đạt đến mức của các đối thủ cạnh tranh toàn cầu như GE và Samsung. Trở thành một cường quốc công nghiệp phát triển và lãnh đạo ngành công nghiệp sẽ giúp Nga rút khỏi mô hình kinh tế dựa trên xuất khẩu nguyên liệu ".
Rostec tập hợp một số doanh nghiệp quan trọng nhất của ngành công nghiệp Nga. Để tạo ra một mô hình hiệu quả để quản lý các tài sản này,một quyết định đã được thông qua để thực hiện việc hoàn toàn tái cấu trúc Tập đoàn Rostec và tất cả các công ty của nó. Điểm bắ buộc chính của chiến lược này là tăng trưởng doanh thu bằng tiền rúp, bao gồm thông qua việc giới thiệu các sản phẩm dân dụng "thông minh" tới thị trường quốc tế. Các thị trường này đang phát triển nhanh gấp hai lần so với các thị trường truyền thống mà Rostec hoạt động trong đó.
"Chiến lược mới của Rostec dự báo tăng trưởng hàng năm 17% đặt ra cho mình một nhiệm vụ đầy tham vọng đòi hỏi nỗ lực to lớn của lãnh đạo công ty. Tuy nhiên, tôi tin rằng các dự án đặt ra của chúng tôi là khả thi, bởi Rostec là nhân vật chính trong nền công nghiệp Nga và có khả năng đạt được các mục tiêu của mình. Một trong những lĩnh vực chính của chiến lược mới của Tập đoàn Rostec sẽ là phát triển các công nghệ cao".Ông Denis Manturov, Bộ trưởng Bộ Công nghiệp và Thương mại Nga cho biết
Rostec là một trong mười tập đoàn công nghiệp lớn nhất thế giới. Tập đoàn đã xác định các lĩnh vực chủ chốt để phát triển: doanh thu tăng 17% hàng năm và sự tăng trưởng mạnh mẽ về tỷ trọng của các sản phẩm dân dụng - lên 50% vào năm 2025.
Chiến lược mới bao gồm 5 yếu tố chính:
- Tăng trưởng nhanh,
- Tham gia vào các thị trường mới,
- Hiệu quả hoạt động,
- Hợp tác với các bên quan trọng tham gia thị trường,
- Kênh phân phối.

Tham gia vào các thị trường công nghệ cao phát triển nhanh như điện tử, công nghệ thông tin, tự động hóa, hệ thống quản lý, robot, vật liệu mới,vân vân... là một ưu tiên.

### Đổi thương hiệu
Việc đổi tên thương hiệu của Tập đoàn được công bố vào ngày 21 tháng 12 năm 2012. Tập đoàn đổi tên, biểu tượng và khẩu hiệu. Rostechnologii được đổi tên thành Rostec. Một logo mới có một hình vuông mở tượng trưng cho một cửa sổ mở ra với thế giới và một khung có tiêu điểm. Nó phản ánh triết lý của khẩu hiệu doanh nghiệp "Đối tác trong Phát triển". Tổng công ty cũng đã đưa ra một trang web mới bằng sáu ngôn ngữ (tiếng Nga, tiếng Anh, tiếng Đức, tiếng Pháp, tiếng Tây Ban Nha, tiếng Ả Rập và tiếng Trung Quốc). Các ngôn ngữ đã được lựa chọn với quan điểm đối với các quốc gia và khu vực nổi lên như các khách hàng lớn nhất của tập đoàn. Rostec chạy một kênh YouTube chính thức và các tài khoản trong các mạng xã hội, như Facebook, Twitter, Instagram, và VKontakte "Việc quản lý đối thoại và thương hiệu đang ngày càng ảnh hưởng đến giá trị gia tăng của sản phẩm", Sergey Chemezov, Tổng giám đốc điều hành của Rostec cho biết. "Chúng ta cần thương hiệu quốc tế để cam kết công nghệ toàn cầu và các nhà lãnh đạo tài chính thuyết phục chiến lược và tăng cường vốn cho Tập đoàn thành công". Theo The Wall Street Journal, việc đổi thương hiệu [50] được thiết kế để làm cho Tập đoàn trở nên cởi mở hơn. Dự án đổi thương hiệu công ty đã được thực hiện bởi Apostle, một trung tâm truyền thông chiến lược và Ilya Oskolkov-Tsentsiper, người sáng lập và đồng sở hữu Winter - một hãng của Anh. Thiết kế đồ hoạ đã được phát triển dưới sự giám sát của Hazel Macmillan (British Airways là một trong những dự án mới nhất của cô). Trang web được phát triển bởi SomeOneElse, hãng đặt tại Anh mà có các dự án trong đó bao gồm HSBC, Land Rover và BBC. Tập đoàn đã chi 1,5 triệu đô la cho việc đổi thương hiệu.
Theo đánh giá của công ty tư vấn Thụy Sĩ Assessa, thương hiệu tập đoàn Rostec có giá trị 31,2 tỷ RUB.
Thương hiệu của công ty được đưa ra vào cuối năm 2012, hiện là một trong 15 thương hiệu có giá trị nhất của Nga và có giá trị tương tự như các công ty lớn như Rosneft và Rostelecom.
Rostec là công ty đầu tiên trong số các tập đoàn nhà nước Nga sử dụng đầy đủ tiềm năng của các công nghệ truyền thông hiện đại. Chính sách mở cửa thông tin cho phép tạo ra một hình ảnh mới cho công ty nhà nước.

### Hoạt động tài chính
Các chỉ số tài chính chính, năm 2015 ($ 1 = 60,96 RUB):
- Doanh thu hợp nhất, 18,7 tỷ đô la
- Thu nhập ròng hợp nhất, 1,62 tỷ đô la
- Doanh thu xuất khẩu, 5,0 tỷ đô la
- Tổng vốn đầu tư, 2,1 tỷ đô la
- Xuất khẩu các sản phẩm sáng tạo, 1,81 tỷ đô la

## Chính sách xã hội

### Chương trình phát triển trung tâm chu sinh
Rostec là một tập đoàn tham gia vào chương trình phát triển trung tâm chu sinh cùng với Bộ Y tế Liên bang Nga, Quỹ Bảo hiểm Y tế bắt buộc Liên bang và các cơ quan nhà nước liên bang.
Chương trình này có kế hoạch thành lập các cơ sở chăm sóc sức khoẻ công nghệ cao ở khu vực của Nga để cung cấp trợ giúp y tế hợp lý và giá cả cho bà mẹ và trẻ em (bao gồm cả các thời kỳ nuôi dưỡng sớm). Chương trình sẽ giúp tạo điều kiện giảm đáng kể tỷ lệ tử vong của trẻ sơ sinh và mẹ, và tăng tỷ lệ sống sót cho trẻ em có mức sinh thấp là những trẻ có khối lượng cơ thể rất thấp trong giai đoạn đầu của thai kỳ.
Rostec xây dựng và cung cấp thiết bị cho trung tâm chu sinh ở 15 khu vực lãnh thổ thành viên của liên bang nga
- 6 nước cộng hoà: Bashkortostan, Buryatia, Dagestan, Ingushetia, Karelia và Sakha (Yakutia).
- 9 vùng: Archangelsk, Briansk, Leningrad, Orenburg, Penza[38], Pskov, Smolensk, Tambov và Ulianovsk.

### Chương trình nhà ở cho nhân viên của Tập đoàn
Vào năm 2015, Chương trình Nhà ở của Tập đoàn Rostec đã được phê duyệt nhằm thu hút và giữ các chuyên gia có trình độ, những người lao động mà Tập đoàn chịu sự thiếu hụt nhân sự, cũng như các chuyên gia trẻ tuổi đã tốt nghiệp các trường đại học và các cơ sở giáo dục trung học (đặc biệt) là cốt lõi cho Tập đoàn.
Theo Chương trình, sự hỗ trợ của Tập đoàn và các nhân viên của Tập đoàn được thực hiện trong ba lĩnh vực:
- bồi thường hoặc trợ cấp lãi suất hoặc thanh toán khoản vay bất động sản ban đầu;
- bồi thường hoặc trợ cấp tiền thuê và thanh toán tiện ích;
- Hỗ trợ hành chính, hỗ trợ phương pháp và tài chính cho các hiệp hội nhà ở trong đội ngũ nhân viên của Tập đoàn trong khu công nghiệp quốc phòng.

### Giáo dục
Nhờ chương trình đào tạo của Tập đoàn tạo điều kiện cho việc phát triển nguồn nhân lực bền vững, giúp công tác quản lý nhân lực đạt chất lượng phù hợp với yêu cầu hiện tại và tiêu chuẩn quốc tế trong hoạt động đổi mới công tác quản lý của công ty.
Rostec hợp tác với 312 trường đại học hỗ trợ, các trường đại học này đã tham gia vào các thỏa thuận với các công ty của Tập đoàn để đào tạo chuyên gia, phát triển hợp tác như mảng khoa học và công nghệ và cùng thực hiện các nghiên cứu, thiết kế và công nghệ.
Số lượng các cơ sở của các công ty mẹ và các công ty thuộc Tập đoàn đặt trong các trường đại học là 294. Đã có 165 dự án đổi mới được thực hiện hợp tác với các trường đại học vào năm 2015. Khối lượng tài chính cho các dự án nghiên cứu, thiết kế và công nghệ là 2,8 tỷ RUB.
Tập đoàn đã thành lập cơ sở quản lý trong lĩnh vực hợp tác quân sự và kỹ thuật tại Viện Quan hệ Quốc tế Matxcơva (MGIMO), nơi đào tạo và cung cấp nguồn lao động cho Tập đoàn hơn 80 sinh viên. Rostec theo đuổi hợp tác với các tổ chức giáo dục hàng đầu khác, bao gồm Đại học Kỹ thuật Liên Bang Bauman Matxcơva và Đại học Kinh tế Plekhanov của Nga

## Hoạt động tài trợ
Rostec hỗ trợ từ thiện và tài trợ cho các lĩnh vực giáo dục,nghệ thuật và văn hoá; Tập đoàn hỗ trợ các sự kiện lớn quan trọng đối với đời sống văn hoá và công cộng của đất nước. 
Rostec cũng hỗ trợ các môn thể thao Nga và các cuộc thi xã hội quan trọng, các cơ sở giáo dục và đào tạo nhân viên cho các công ty Tập đoàn.
Vào tháng 5 năm 2015, Rostec trở thành đối tác chiến lược của PFC Arsenal Tula. Thoả thuận này là một tài liệu toàn diện nhằm hỗ trợ và phát triển thể thao quần chúng ở Tula trên cơ sở PFC Arsenal. Rostec đã trở thành người sáng lập và là đối tác chính của lễ hội pháo hoa quốc tế, trong nhiều năm đã ủng hộ Lễ hội Tháp Spasskaya.
Liên hoan Âm nhạc Quân đội Quốc tế Tháp Spasskaya được tổ chức hàng năm dưới sự bảo trợ của Rostec. Các ban nhạc quân đội Nga và nước ngoài tốt nhất, chơi nhạc dân gian và nhạc pop, và các đơn vị bảo vệ danh dự của người đứng đầu các bang thể hiện kỹ năng của họ trên Quảng trường Đỏ ở Mátxcơva. Rostec tổ chức Liên hoan pháo hoa Quốc tế lần đầu tiên ở Nga. Các nhà chế tạo pháo hoa hàng đầu từ Châu Âu, Châu Á, Châu Mỹ Latinh và Nga đã biểu diễn tại sự kiện pháo hoa và âm nhạc trên Đồi Sparrow ở Mátxcơva.
Vào năm 2015, Rostec đã hỗ trợ đội tuyển Nga trong một sự kiện thể thao quốc tế dành cho những người khuyết tật trí tuệ, Thế vận hội Olympics Quốc tế Đặc biệt ở Los Angeles. 248 vận động viên và huấn luyện viên từ 25 khu vực của Nga đã tham dự Thế vận hội Olympics Quốc tế Mùa Hè 2015. Các vận động viên đã tham gia 24 môn thể thao bao gồm các môn thể thao điền kinh, bơi lội, judo,cử tạ, bóng tay, bóng rổ, bóng đá, bóng chuyền, thể dục nghệ thuật, cầu lông và các môn thể thao khác. Đội tuyển Nga đã giành được 119 huy chương vàng, 50 huy chương bạc và 42 huy chương đồng. Theo kết quả của Thế vận hội Olympics Đặc biệt, đội Nga đã giành được 26 huy chương vàng và chiếm vị trí đầu tiên với chiến thắng đậm, đánh bại Mỹ, Canada và năm đội Trung Quốc.
Trong sự liên kết với Hiệp hội Cơ khí Nga, Rostec đã tổ chức Thế vận hội cho các ngành kỹ thuật có tiêu đề "Những Ngôi Sao: Tài năng trong Quốc phòng và An Ninh", là đây Thế vận hội học đường Olympic Nga lớn nhất dành cho học sinh phổ thông. Sự tham gia vào Thế vận hội khuyến khích sự quan tâm của học sinh trong nghiên cứu khoa học, và tăng cường dòng chảy của những người trẻ tài năng đến các trường đại học khu vực.
Tập đoàn là nhà đồng tổ chức cho Diễn đàn Công nghiệp Thanh niên Quốc tế Tương lai. Diễn đàn được công nhận là một nền tảng độc đáo cho việc trao đổi kinh nghiệm chuyên môn giữa các nhà khoa học trẻ Nga và các chuyên gia của các công ty công nghiệp nước ngoài. Trong năm năm, hơn 5000 chuyên gia trẻ, các nhà khoa học, sinh viên đại học và sinh viên sau đại học đến từ hơn 40 quốc gia đã tham gia sự kiện này.
Năm 2015, với sự hỗ trợ của Tập đoàn Rostec, Thế Vận hội kỹ thuật số Sinh viên III về khoa học, kỹ thuật và tự nhiên được tổ chức. Cuộc thi trí tuệ được tổ chức theo kỹ thuật số qua ba vòng và thu hút hàng ngàn học sinh từ khắp Nga và các nước khác. Giải thưởng Olympic vòng chung kết trị giá 3 triệu RUB.
Cải tiến đào tạo chuyên nghiệp cho nhân viên, Rostec hợp tác với phong trào WorldSkills. Vào năm 2015 Tập đoàn và WorldSkills Nga đã ký kết một thỏa thuận hợp tác nhằm mục đích chủ yếu vào công việc chung về đào tạo chuyên gia cho các ngành công nghệ cao. Tổng công ty Rostec là đối tác toàn phần (general partner) của WorldSkills Russia theo thỏa thuận ba năm.